# 10007 Malytheatre
10007 Malytheatre è un asteroide della fascia principale. Scoperto nel 1976, presenta un'orbita caratterizzata da un semiasse maggiore pari a 3,1540776 UA e da un'eccentricità di 0,1057510, inclinata di 13,40239° rispetto all'eclittica.
L'asteroide è dedicato all'omonimo e più antico teatro di Mosca.